# Nina Dethloff
Nina Dethloff (* 27. Februar 1958 in Hamburg) ist eine deutsche Rechtswissenschaftlerin und Hochschullehrerin der Universität Bonn.

## Leben
Nach ihrer Schulzeit studierte Dethloff Rechtswissenschaften an den Universitäten in Hamburg, Genf und Freiburg. 1982 legte sie das Erste Staatsexamen ab. Es folgten Studien an der Georgetown University in Washington, D.C. mit dem Abschluss als Master of Laws (LL.M.). Von 1986 bis 1987 war Dethloff Beraterin bei der Federal Trade Commission in Washington D.C. 1987 wurde sie als Rechtsanwältin (Attorney at Law) im Staat New York zugelassen. Sie begann dann 1988 das Referendariat in Deutschland, wurde 1991 mit der Dissertation Die einverständliche Scheidung: eine rechtsvergleichende und rechtshistorische Untersuchung zu Umfang und Grenzen der Privatautonomie im Scheidungsrecht promoviert und legte im selben Jahr das Zweite Staatsexamen ab. Nach der 2000 erfolgten Habilitation an der Universität Freiburg ist Dethloff seit 2001 Inhaberin des Lehrstuhls für Bürgerliches Recht, Internationales Privatrecht, Rechtsvergleichung und Europäisches Privatrecht an der Universität Bonn und seit 2003 Direktorin des Instituts für Deutsches, Europäisches und Internationales Familienrecht. Rufe an die Universitäten Hamburg und Lausanne lehnte sie ab. 2012 wurde sie zum ordentlichen Mitglied der Academia Europaea gewählt. Von 2013 bis 2022 war sie Direktorin des vom BMBF geförderten Käte Hamburger Kollegs „Recht als Kultur“ an der Universität Bonn. Seit 2020 ist sie Mitglied der Wissenschaftlichen Kommission des Wissenschaftsrates sowie Mitglied des Ausschusses Exzellenzstrategie des Wissenschaftsrates. Bereits seit 2015 ist sie Mitglied der Members Consultative Group für das ‘Restatement of the Law: Children and the Law’ des American Law Institute (ALI).
Schwerpunkt ihrer wissenschaftlichen Tätigkeit ist neben dem Internationalen Privatrecht das Bürgerliche Recht, insbesondere das Familienrecht, sowie die Rechtsvergleichung und das Europäische Privatrecht.
Dethloff ist mit Joachim Wieland verheiratet und hat zwei Kinder.

## Schriften (Auswahl)
- Die einverständliche Scheidung. Eine rechtsvergleichende und rechtshistorische Untersuchung zu Umfang und Grenzen der Privatautonomie im Scheidungsrecht. Beck, München 1994 (Dissertation).
- Europäisierung des Wettbewerbsrechts. Einfluss des europäischen Rechts auf das Sach- und Kollisionsrecht des unlauteren Wettbewerbs. Mohr Siebeck, Tübingen 2001 (Habilitationsschrift).
- Unterhalt, Zugewinn- und Versorgungsausgleich: Sind unsere familienrechtlichen Ausgleichssysteme noch zeitgemäß? Gutachten A für den 67. Deutschen Juristentag. Beck, München 2008.
- Familienrecht. 32., wesentlich überarbeitete Auflage des von Günther Beitzke begründeten Werks. Beck, München 2010.
- Between Sexuality, Gender and Reproduction – On the Pluralisation of Family Forms, European Family Law Series, Intersentia, Cambridge 2023, mit Katharina Kaesling
- Families and New Media – Comparative Perspectives on Digital Transformations in Law and Society, Schriften zum Medien-, Informations- und Datenrecht, Springer, Berlin/Heidelberg 2023, mit Katharina Kaesling und Louisa Specht-Riemenschneider

## Belege
1. ↑  Datensatz der Dissertation auf d-nb.info (zuletzt abgerufen am 12. Juli 2020).
2. ↑  Lebenslauf von Nina Dethloff auf der Website der Universität Bonn
3. ↑  Mitgliederverzeichnis: Nina Dethloff. Academia Europaea, abgerufen am 21. Juni 2017 (englisch).
4. ↑  Nina Dethloff, Europäisierung des Wettbewerbsrechts, Tübingen 2001, Seite vii (Vorwort).

| Personendaten    | Personendaten                                          |
| ---------------- | ------------------------------------------------------ |
| NAME             | Dethloff, Nina                                         |
| KURZBESCHREIBUNG | deutsche Rechtswissenschaftlerin und Hochschullehrerin |
| GEBURTSDATUM     | 27. Februar 1958                                       |
| GEBURTSORT       | Hamburg                                                |